# Луиза (Палермо)
Луиза је насеље у Италији у округу Палермо, региону Сицилија.
Према процени из 2011. у насељу је живело 54 становника. Насеље се налази на надморској висини од 539 м.